# 제니퍼 라우드 피살 사건
제니퍼 라우드의 죽음(Jennifer Laude, Jeffrey Laude)은 2014년 10월 11일 필리핀 올롱가포에서 26세의 필리핀인 트랜스여성이 미국 매사추세츠주 보스턴 출신의 19세 미국 해병대 일병인 조셉 스콧 펨버튼에게 살해당한 사건이다. 살해 당시 그는 라우드가 트랜스젠더임을 모르고 있었다.
이 사건은 미국-필리핀 미군 주둔군 지위 협정이 채결된 이후 필리핀의 미국 해병대가 일으킨 두 번째 형사 사건이다. 이 사건으로 인해 필리핀 내의 트랜스젠더 운동가와 좌파 정치가들의 시위가 일어났다.

## 사건
라우드는 2014년 10월 11일 올롱가포의 암바얀즈 디스코 바(Ambyanz disco bar)에서 펜버튼을 만났다. 경찰 및 목격자에 따르면 이후 그들은 근처의 셀존 로지 모텔(Celzone Lodge)로 들어갔다고 밝혔다. 체크인 30분 후 펨버튼은 객실 문을 열어둔 채 모텔을 떠났다. 호텔 직원은 욕실 변기에 머리를 박은 채 나체로 사망한 라우드의 시체를 발견했다. 욕실에서 발견된 2개의 콘돔으로 유전자 검사를 진행했다. 사망 원인은 "익사로 인한 질식"으로 밝혀졌다.
펨버튼은 이 때 군사훈련의 일환으로 필리핀에 있었다. 그의 함선은 미국 이외 지역에서 가장 큰 미국 해군 기지인, 과거에는 수빅 만 해군 기지였던 수빅 만 자유 항구 지역에 정박했다.

## 반응
이 사건은 미국-필리핀 관계에 영향을 주었다. 이 사건은 미국-필리핀 미군 주둔군 지위 협정(VFA) 뿐 아니라 2014년 보완된 향상된 국방 협력 조약(EDCA), 발리카탄이라고도 하는 연례 군사 훈련 모두에게 영향을 주었다. 필리핀 내에서 미국의 VFA, EDCA 조약을 폐지하는 것을 요구하는 시위가 일어났으며, 이 사건을 아메리카 제국주의와 필리핀 내 미군의 존재로 인한 사건이라고 간주하는 시선이 많아졌다.

## 같이 보기
- 필리핀의 LGBT 문화